# Liste des planètes mineures non numérotées découvertes en janvier 2007
Pour un article plus général, voir Liste des planètes mineures non numérotées découvertes en 2007.
Pour un article plus général, voir Liste des planètes mineures.
Cet article dresse la liste des planètes mineures (astéroïdes, centaures, objets transneptuniens et assimilés) non numérotées découvertes en janvier 2007 dans l'ordre de leur découverte.
Au 15 janvier 2025, 661 077 des 1 434 993 planètes mineures répertoriées par le Centre des planètes mineures ne sont pas encore numérotées, soit 46,07 %.

## Rappel concernant la désignation provisoire
La désignation provisoire indique l'ordre de découverte de ces objets. En effet, cette désignation est composée de l'année de découverte (par exemple 2007) suivie de la quinzaine (demi-mois) de découverte (p.e. A = 1-15 janvier) puis de l'ordre de découverte dans cette quinzaine. Cet ordre est indiqué par une lettre et éventuellement un chiffre comme suit : A pour la première découverte, B pour la deuxième, ..., Z pour la 25e (le I n'est pas utilisé pour éviter la confusion avec 1), A1 pour la 26e, B1 pour la 27e, etc. , Z1 pour la 50e, A2 pour la 51e, B2 pour la 52e, etc. L'ordre de la numérotation ne suit donc pas l'ordre alphanumérique. 2007 AA1 suit ainsi 2007 AZ et précède 2007 AB1.

## Liste

### Du1erau 15 janvier 2007
- 2007 AM
- 2007 AE1
- 2007 AU1
- 2007 AA2
- 2007 AC2
- 2007 AF2
- 2007 AS2
- 2007 AU2
- 2007 AV2
- 2007 AU4
- 2007 AJ5
- 2007 AP5
- 2007 AL7
- 2007 AF9
- 2007 AG9
- 2007 AO11
- 2007 AB12
- 2007 AC12
- 2007 AH12
- 2007 AJ13
- 2007 AD15
- 2007 AL17
- 2007 AV17
- 2007 AE19
- 2007 AR19
- 2007 AV19
- 2007 AG20
- 2007 AM20
- 2007 AA22
- 2007 AF22
- 2007 AE26
- 2007 AG26
- 2007 AM26
- 2007 AF28
- 2007 AT30
- 2007 AJ31
- 2007 AB32
- 2007 AE32
- 2007 AC33
- 2007 AE33
- 2007 AU33
- 2007 AV33
- 2007 AX33
- 2007 AB34
- 2007 AC34
- 2007 AE34
- 2007 AN34
- 2007 AP34
- 2007 AQ34
- 2007 AR34
- 2007 AS34
- 2007 AW34
- 2007 AB35
- 2007 AG35
- 2007 AH35
- 2007 AM35
- 2007 AP35
- 2007 AR35
- 2007 AS35
- 2007 AT35
- 2007 AU35
- 2007 AV35
- 2007 AZ35
- 2007 AJ36
- 2007 AK36
- 2007 AL36
- 2007 AM36
- 2007 AO36
- 2007 AP36
- 2007 AQ36
- 2007 AS36
- 2007 AT36
- 2007 AU36
- 2007 AZ36
- 2007 AD37
- 2007 AG37
- 2007 AL37
- 2007 AM37
- 2007 AN37
- 2007 AO37
- 2007 AP37
- 2007 AR37
- 2007 AS37
- 2007 AT37
- 2007 AU37
- 2007 AV37
- 2007 AW37
- 2007 AY37
- 2007 AZ37
- 2007 AE38
- 2007 AG38
- 2007 AH38
- 2007 AJ38
- 2007 AL38
- 2007 AM38
- 2007 AN38
- 2007 AQ38
- 2007 AR38
- 2007 AU38
- 2007 AV38
- 2007 AW38
- 2007 AX38
- 2007 AY38
- 2007 AA39
- 2007 AB39
- 2007 AC39
- 2007 AE39
- 2007 AF39
- 2007 AG39
- 2007 AH39
- 2007 AJ39
- 2007 AK39
- 2007 AL39
- 2007 AM39
- 2007 AN39
- 2007 AO39
- 2007 AQ39
- 2007 AR39
- 2007 AS39
- 2007 AU39
- 2007 AV39
- 2007 AX39
- 2007 AY39
- 2007 AZ39
- 2007 AA40
- 2007 AB40
- 2007 AC40
- 2007 AD40
- 2007 AE40
- 2007 AF40
- 2007 AG40
- 2007 AH40
- 2007 AJ40
- 2007 AK40
- 2007 AL40
- 2007 AM40
- 2007 AN40
- 2007 AO40
- 2007 AP40

### Du 16 au 31 janvier 2007
- 2007 BB
- 2007 BD
- 2007 BF
- 2007 BJ
- 2007 BY
- 2007 BZ1
- 2007 BS2
- 2007 BB7
- 2007 BD7
- 2007 BN7
- 2007 BT7
- 2007 BU7
- 2007 BB8
- 2007 BC8
- 2007 BD8
- 2007 BW9
- 2007 BR11
- 2007 BP13
- 2007 BB14
- 2007 BT14
- 2007 BW15
- 2007 BZ15
- 2007 BJ16
- 2007 BT20
- 2007 BS22
- 2007 BW22
- 2007 BA23
- 2007 BD23
- 2007 BS23
- 2007 BT23
- 2007 BA24
- 2007 BK24
- 2007 BW24
- 2007 BN25
- 2007 BQ25
- 2007 BU25
- 2007 BV25
- 2007 BJ26
- 2007 BN26
- 2007 BO26
- 2007 BT26
- 2007 BE28
- 2007 BH29
- 2007 BJ29
- 2007 BL29
- 2007 BU30
- 2007 BW30
- 2007 BB31
- 2007 BG31
- 2007 BP32
- 2007 BU32
- 2007 BX32
- 2007 BN33
- 2007 BQ33
- 2007 BR33
- 2007 BH34
- 2007 BT34
- 2007 BU34
- 2007 BY34
- 2007 BE35
- 2007 BF35
- 2007 BL35
- 2007 BO35
- 2007 BW35
- 2007 BC37
- 2007 BW37
- 2007 BL39
- 2007 BH40
- 2007 BS40
- 2007 BV40
- 2007 BC41
- 2007 BF41
- 2007 BM41
- 2007 BQ41
- 2007 BO44
- 2007 BP44
- 2007 BH46
- 2007 BM46
- 2007 BC47
- 2007 BD48
- 2007 BU48
- 2007 BY48
- 2007 BZ48
- 2007 BA49
- 2007 BB49
- 2007 BE49
- 2007 BB50
- 2007 BR51
- 2007 BG52
- 2007 BS52
- 2007 BV56
- 2007 BG58
- 2007 BY58
- 2007 BF59
- 2007 BG59
- 2007 BJ59
- 2007 BK59
- 2007 BW59
- 2007 BX60
- 2007 BR61
- 2007 BA62
- 2007 BC62
- 2007 BE62
- 2007 BJ63
- 2007 BN64
- 2007 BU67
- 2007 BV67
- 2007 BA68
- 2007 BR72
- 2007 BV76
- 2007 BJ77
- 2007 BK79
- 2007 BC80
- 2007 BX80
- 2007 BZ80
- 2007 BA81
- 2007 BH81
- 2007 BO81
- 2007 BQ81
- 2007 BR81
- 2007 BT81
- 2007 BU81
- 2007 BY81
- 2007 BA82
- 2007 BC82
- 2007 BM82
- 2007 BP82
- 2007 BT82
- 2007 BW82
- 2007 BX82
- 2007 BY82
- 2007 BC83
- 2007 BD83
- 2007 BO83
- 2007 BT83
- 2007 BU83
- 2007 BV83
- 2007 BX83
- 2007 BH84
- 2007 BJ84
- 2007 BQ84
- 2007 BR84
- 2007 BS84
- 2007 BX84
- 2007 BC85
- 2007 BD85
- 2007 BL85
- 2007 BO85
- 2007 BS85
- 2007 BG86
- 2007 BP86
- 2007 BS86
- 2007 BV86
- 2007 BB87
- 2007 BD87
- 2007 BE87
- 2007 BJ87
- 2007 BK87
- 2007 BQ87
- 2007 BX87
- 2007 BC88
- 2007 BD88
- 2007 BH88
- 2007 BK88
- 2007 BL88
- 2007 BU88
- 2007 BX88
- 2007 BG89
- 2007 BY89
- 2007 BB90
- 2007 BM90
- 2007 BP90
- 2007 BR90
- 2007 BV90
- 2007 BW90
- 2007 BX90
- 2007 BY90
- 2007 BB91
- 2007 BD91
- 2007 BE91
- 2007 BP91
- 2007 BU91
- 2007 BV91
- 2007 BD92
- 2007 BR92
- 2007 BV92
- 2007 BW92
- 2007 BX92
- 2007 BY92
- 2007 BD93
- 2007 BH93
- 2007 BM93
- 2007 BU93
- 2007 BA94
- 2007 BS94
- 2007 BC95
- 2007 BN95
- 2007 BY95
- 2007 BZ95
- 2007 BC96
- 2007 BD96
- 2007 BH96
- 2007 BS96
- 2007 BT96
- 2007 BV96
- 2007 BY96
- 2007 BF97
- 2007 BG97
- 2007 BH97
- 2007 BQ97
- 2007 BT97
- 2007 BS98
- 2007 BW98
- 2007 BL99
- 2007 BN99
- 2007 BQ99
- 2007 BN100
- 2007 BQ100
- 2007 BA101
- 2007 BG101
- 2007 BO101
- 2007 BP102
- 2007 BR102
- 2007 BB103
- 2007 BK103
- 2007 BN103
- 2007 BU103
- 2007 BV103
- 2007 BF105
- 2007 BT105
- 2007 BJ106
- 2007 BK106
- 2007 BS106
- 2007 BB107
- 2007 BC107
- 2007 BG107
- 2007 BH107
- 2007 BP107
- 2007 BS107
- 2007 BW107
- 2007 BX107
- 2007 BY107
- 2007 BC108
- 2007 BE108
- 2007 BG108
- 2007 BJ108
- 2007 BM108
- 2007 BN108
- 2007 BO108
- 2007 BP108
- 2007 BR108
- 2007 BU108
- 2007 BV108
- 2007 BW108
- 2007 BJ109
- 2007 BV109
- 2007 BH110
- 2007 BK110
- 2007 BL110
- 2007 BS110
- 2007 BX110
- 2007 BZ110
- 2007 BC111
- 2007 BH111
- 2007 BJ111
- 2007 BK111
- 2007 BL111
- 2007 BN111
- 2007 BM112
- 2007 BN112
- 2007 BP112
- 2007 BA113
- 2007 BD113
- 2007 BR113
- 2007 BT113
- 2007 BU113
- 2007 BV113
- 2007 BW113
- 2007 BX113
- 2007 BZ113
- 2007 BA114
- 2007 BD114
- 2007 BG114
- 2007 BH114
- 2007 BO114
- 2007 BT114
- 2007 BU114
- 2007 BW114
- 2007 BZ114
- 2007 BA115
- 2007 BC115
- 2007 BD115
- 2007 BH115
- 2007 BJ115
- 2007 BO115
- 2007 BP115
- 2007 BS115
- 2007 BT115
- 2007 BU115
- 2007 BB116
- 2007 BP116
- 2007 BQ116
- 2007 BR116
- 2007 BS116
- 2007 BU116
- 2007 BV116
- 2007 BZ116
- 2007 BB117
- 2007 BD117
- 2007 BE117
- 2007 BF117
- 2007 BH117
- 2007 BJ117
- 2007 BQ117
- 2007 BV117
- 2007 BW117
- 2007 BZ117
- 2007 BC118
- 2007 BE118
- 2007 BG118
- 2007 BH118
- 2007 BJ118
- 2007 BK118
- 2007 BL118
- 2007 BM118
- 2007 BN118
- 2007 BQ118
- 2007 BU118
- 2007 BV118
- 2007 BX118
- 2007 BY118
- 2007 BA119
- 2007 BB119
- 2007 BH119
- 2007 BK119
- 2007 BL119
- 2007 BM119
- 2007 BR119
- 2007 BS119
- 2007 BW119
- 2007 BX119
- 2007 BA120
- 2007 BB120
- 2007 BC120
- 2007 BE120
- 2007 BG120
- 2007 BH120
- 2007 BJ120
- 2007 BM120
- 2007 BN120
- 2007 BO120
- 2007 BP120
- 2007 BQ120
- 2007 BT120
- 2007 BV120
- 2007 BW120
- 2007 BX120
- 2007 BY120
- 2007 BA121
- 2007 BB121
- 2007 BC121
- 2007 BD121
- 2007 BE121
- 2007 BF121
- 2007 BG121
- 2007 BH121
- 2007 BJ121
- 2007 BK121
- 2007 BL121
- 2007 BM121
- 2007 BO121
- 2007 BP121
- 2007 BR121
- 2007 BS121
- 2007 BT121
- 2007 BU121
- 2007 BV121
- 2007 BW121
- 2007 BX121
- 2007 BY121
- 2007 BZ121
- 2007 BB122
- 2007 BD122
- 2007 BE122
- 2007 BF122
- 2007 BG122
- 2007 BJ122
- 2007 BK122
- 2007 BL122